# Les Enquêtes du département V : Miséricorde
Série
Les Enquêtes du département V : Profanation
(2014)
Pour plus de détails, voir Fiche technique et Distribution.
Les Enquêtes du département V : Miséricorde (Kvinden i buret, littéralement « La femme dans la cage ») est un film germano-norvégio-suédo-danois réalisé par Mikkel Nørgaard, sorti en 2013. Il s'agit du premier d'une saga basée sur la série de romans Les Enquêtes du département V de Jussi Adler-Olsen.

## Synopsis
La vie de l’inspecteur Carl Mørck bascule après une bavure : l’un de ses collègues meurt et son meilleur ami est paralysé. Mis à pied, Carl est désormais chargé d’archiver les vieux dossiers au commissariat. Il est assisté dans sa tâche par Assad, d’origine syrienne. Rapidement, les deux hommes désobéissent, vont à l'encontre des ordres de leur hiérarchie et décident de rouvrir une enquête jamais résolue : cinq ans plus tôt, une jeune femme politique prometteuse a disparu…

## Fiche technique
- Titre original : Kvinden i buret
- Titre français : Les Enquêtes du département V : Miséricorde
- Réalisation : Mikkel Nørgaard (da)
- Scénario : Nikolaj Arcel, d'après Miséricorde (Kvinden i buret) de Jussi Adler-Olsen
- Musique : Patrik Andrén, Uno Helmersson et Johan Söderqvist
- Direction artistique : Rasmus Thjellesen
- Décors : Søren Schwartzberg
- Photographie : Eric Kress
- Montage : Morten Egholm et Martin Schade
- Production : Peter Aalbæk Jensen et Louise Vesth
- Société de production : Zentropa
- Société de distribution : Nordisk Film
- Pays de production :  Danemark /  Allemagne /  Norvège /  Suède
- Langues originale : danois, suédois, arabe
- Format : couleur - 2,35:1 – son Dolby Atmos
- Genre : thriller
- Durée : 97 minutes
- Dates de sortie[1] : 
  - Suède : 10 août 2013 (Festival international du film de Göteborg)
  - Danemark : 3 octobre 2013
  - Allemagne : 17 octobre 2013
  - France : 27 mars 2015 (vidéo à la demande)

## Distribution
- Nikolaj Lie Kaas : Carl Mørck
- Fares Fares : Assad
- Sonja Richter (en) : Merete Lynggaard

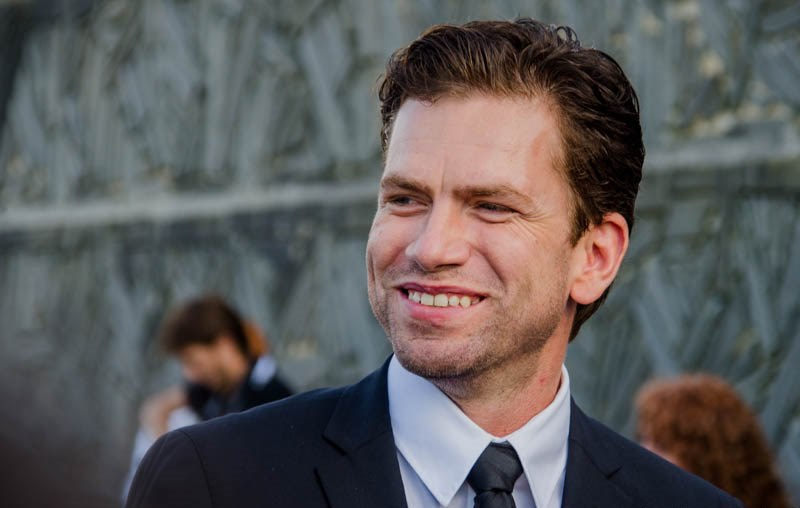
Nikolaj Lie Kaas.

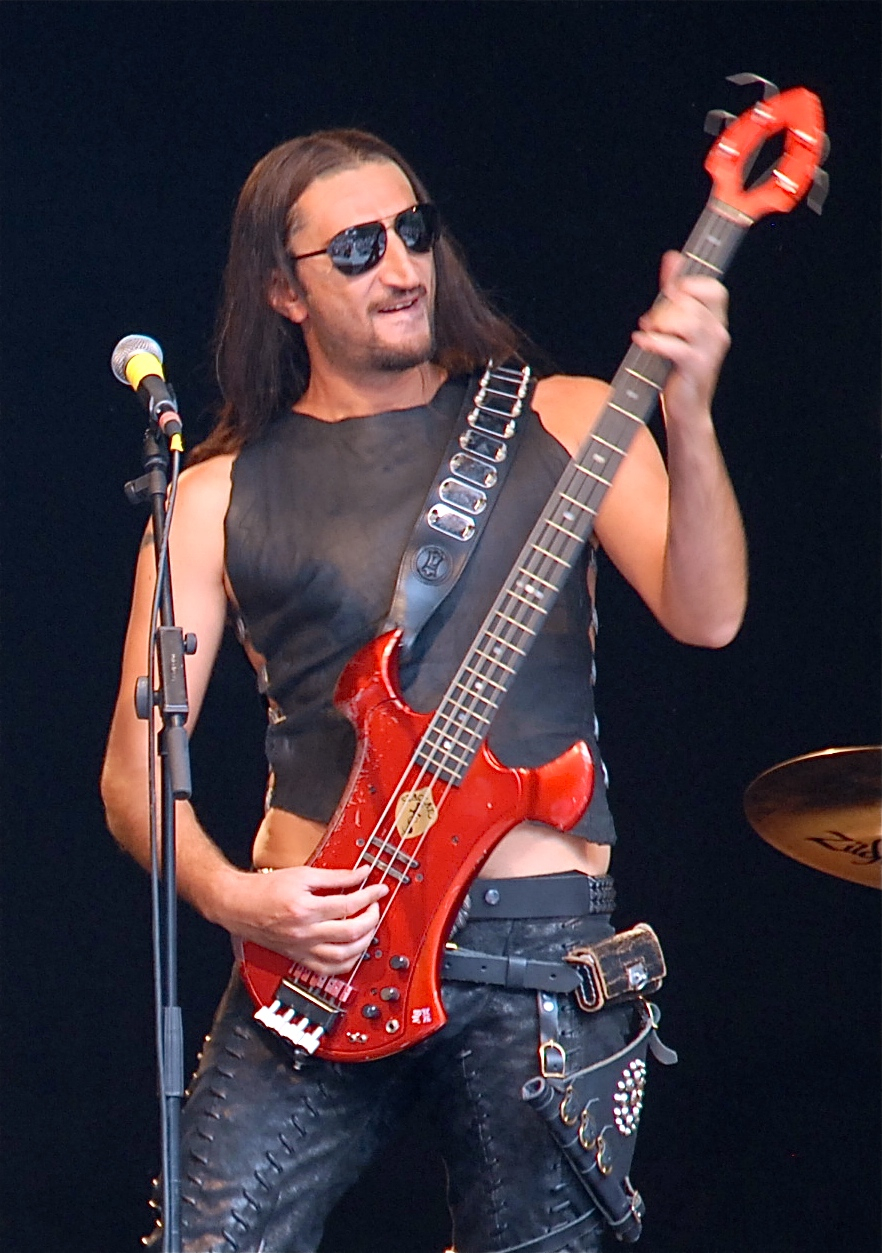
Fares Fares.

- Mikkel Boe Følsgaard : Uffe Lynggaard
- Søren Pilmark : Marcus Jacobsen
- Peter Plaugborg : Lars Henrik « Lasse » Jensen
  - Lucas Lynggaard Tønnesen : Lasse, jeune
- Troels Lyby : Hardy Henningsen
- Patricia Schumann	: Søs Norup
- Eric Ericson : Johan Lundquist
- Marijana Jankovic : Tereza
- Claes Ljungmark : Larsson
- Anne Bærskog Hauger : Viggas Rasmussen (voix)
- Anton Honik : Jesper, le beau-fils de Carl
- Marie Boda : la petite amie de Jesper
- Per Scheel Krüger : Anker
- Divya Das : Nyhedsvært
- Rasmus Botoft : Tage Baggesen
- Marie Mondrup : Helle Andersen
- Michael Brostrup : Børge Bak
- Marie-Louise Coninck (VF : Frédérique Cantrel) : Ella Jensen
- Øyvind B. Fabricius Holm : l’homme mort

## Autour du film
Mikkel Nørgaard a voulu aller dans le même registre du film noir que les films Millénium mais en y ajoutant une couleur plus chaude. Pour cela il s'est inspiré de la photo du thriller argentin Dans ses yeux ainsi que de Seven et Zodiac de David Fincher.[réf. nécessaire]

## Distinctions

### Récompenses
- Bodil 2014 : Rasmus Thjellesen
- Zulu Awards 2014 : meilleur Film pour Mikkel Nørgaard et Louise Vesth

### Nominations
- Bodil 2014 :
  - Meilleur second rôle féminin pour Sonja Richter
  - Meilleur second rôle masculin pour Fares Fares
  - Meilleur film danois pour Mikkel Nørgaard

- Palm Springs International Film Festival 2014 : meilleur long métrage pour Mikkel Nørgaard
- Robert Festival 2014 : meilleur film dramatique pour Mikkel Nørgaard, Louise Vesth, Peter Aalbæk Jensen
- Festival du film de Locarno 2013 : section « Avant-premières »

## SagaLes Enquêtes du département V
- 2013 : Les Enquêtes du département V : Miséricorde (Kvinden i buret) de Mikkel Nørgaard (da)
- 2014 : Les Enquêtes du département V : Profanation (Fasandræberne) de Mikkel Nørgaard
- 2016 : Les Enquêtes du département V : Délivrance (Flaskepost fra P) de Hans Petter Moland
- 2018 : Les Enquêtes du département V : Dossier 64 (Journal 64) de Christoffer Boe
- 2021 : Les Enquêtes du département V : Effet Marco (Marco effekten) de Martin Zandvliet
- 2024 : Les Enquêtes du département V : Promesse (Den grænseløse) d'Ole Christian Madsen